# Baia di Woodward
La baia di Woodward  è un'insenatura dell'oceano Artico situata nella regione di Qikiqtaaluk, Nunavut, Canada.
Si trova nello stretto di Nares, ad est dell'isola di Ellesmere.